# Žďárecká slať
Žďárecká slať byla přírodní památka zhruba sedm kilometrů severozápadně od městyse Strážný v okrese Prachatice. Oblast spravuje Správa NP a CHKO Šumava. Důvodem ochrany je charakteristické vrchoviště náhorního typu jihovýchodní části Šumavských plání, shrnující podstatné biologické hodnoty všech rašelinišť v tomto území.
Přírodní památka byla 15. ledna 2017 zrušena a území bylo zařazeno do první zóny národního parku Šumava.